# غاري كريتندن
غاري كريتندن (بالإنجليزية: Gary Crittenden)‏ هو قسيس أمريكي، ولد في 1953.